# رابرت رایت

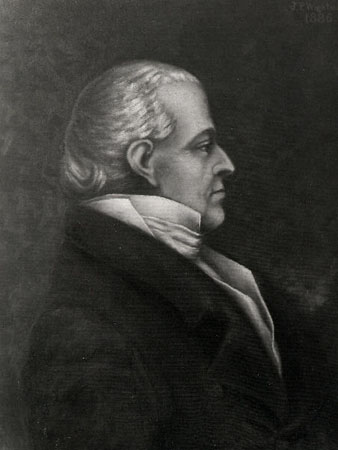
رابرت رایت، سیاست‌مدار و سناتور آمریکایی

رابرت رایت (به انگلیسی: Robert Wright) سناتور سابق عضو حزب دموکرات-جمهوری‌خواه بود. وی در سال ۱۸۰۱ تا ۱۸۰۶ میلادی سناتور ایالت مریلند در سنای ایالات متحده آمریکا بود.